# Imputação do pagamento
A imputação do pagamento é  uma forma que o devedor  tem de quitar um ou mais débitos vencidos que possui com um mesmo credor, escolhendo qual, ou quais, das dívidas pagará primeiro.
Em outras palavras é o direito conferido ao devedor de "várias prestações de coisa fungível", com o mesmo credor, de escolher qual dos débitos satisfazer em primeiro lugar, não sendo permitido a oposição do credor, a não ser nas hipóteses de obrigação indivisível. Não o fazendo tal privilégio é repassado ao credor. A retratação só é admissível nas hipóteses de vícios de consentimento.
Segundo esclarece Lacerda de Almeida, quando o pagamento é insuficiente para saldar todas as dívidas do mesmo devedor ao mesmo credor, surge a dificuldade de saber a qual ou a quais delas deve aplicar-se o pagamento. Esta aplicação do pagamento à extinção de uma ou mais dívidas é o que se chama em direito imputação do pagamento
A preferência na escolha da imputação é sempre do devedor, que procurará adimplir a dívida que mais lhe convier. Entretanto, no silêncio deste, o direito de imputação passa a ser do credor. Havendo silêncio de ambas as partes, a lei tratará da imputação, conforme as normas vigentes estabelecidas.
Havendo capital e juros, o pagamento imputar-se-à primeiro nos juros vencidos, e depois no capital, salvo estipulação em contrário, ou se o credor passar a quitação por conta do capital, como conceitua o art. 354, CC.
Dispõe, com efeito, o art. 352 do Código Civil: “A pessoa obrigada, por dois ou mais débitos da mesma natureza, a um só credor, tem o direito de indicar a qual deles oferece pagamento, se todos forem líquidos e vencidos”.

## Novo Código Civil
O novo Código suprimiu a possibilidade de imputação ao pagamento na dívida ilíquida ou não vencida mesmo com o consentimento do credor. (vide artigo 991, 2™ parte do Código Civil ainda em vigor).
O artigo 355 (vide artigo 994 do Código Civil) disciplina a hipótese de imputação legal ou judicial para o caso do devedor não fazer a indicação e a quitação for omissa, devendo-se seguir a seguinte sequência: pagas e as obrigações líquidas e vencidas em primeiro lugar; se todas forem.
Hoje em dia a imputação ao pagamento tem papel relevante nos débitos automáticos autorizados pelo correntista de banco. Como lembra Sílvio de Salvo Venosa, Basta recordarmos os débitos autorizados pelo correntista de um banco, em sua conta corrente. Modernamente, é costume que uma infinidade de obrigações sejam debitadas automaticamente, em conta, mediante singela autorização do cliente. Se o correntista não tiver numerário depositado em volume suficiente para débitos que vençam na mesma data, por exemplo, devem ser aplicados os princípios da imputação ao pagamento. É frequente o abuso das instituições financeiras a esse respeito.

### Requisitos
Para que haja a imputação do pagamento, são necessários alguns requisitos:
1. Pluralidade de débitos, ou seja, dois ou mais débitos independentes entre si; o devedor deverá possuir a partir de dois débitos com um único credor (requisito básico);
2. Um sujeito ativo e outro passivo, somente; um credor deve estar ligado a um devedor essencialmente (art 352);
3. Débitos de mesma natureza, isto é, se um débito é em dinheiro, um outro débito não poderá ser quitado pela feitura de uma obra, por exemplo (haverá imputação do pagamento quando os débitos forem em dívida em dinheiro);
4. As dívidas devem ser líquidas e vencidas, portanto uma dívida ainda em apuração judicial, por exemplo, não é líquida nem vencida, visto que não está acessível;
5. O pagamento deve ser o suficiente para pagar ao menos uma das dívidas por completo, sendo que o credor não é obrigado a receber quitação parcial destas, do contrário, constrange-se o credor a receber pagamento parcial da divida;
6. A dívida deve ser exigível, isto é, deve estar vencida.

## Tipos de Imputação
O devedor tem o direito de declarar qual divida quitar, durante o pagamento (CC, art. 352), deste modo, se não o fizer, o direito de escolha é transferido para o credor. Porém, o direito de escolha tem limites para ambos os lados, como visto nos requisitos, sendo a imputação caracterizada de três formas:
a) por indicação do devedor - quando o devedor define a qual dívida se destina o pagamento; que o pessoa obrigada tem o direito de escolher qual débito deseja saldar;
b) por indicação do credor - quando o devedor não declara a dívida que pretende pagar (art, 353), o credor pode escolher de boa-fé qual será quitada;
c) em virtude de lei - quando nem o devedor nem o credor imputam o débito, a lei determina a indicação de quitação no caso (art 355).
De acordo com a doutrina, o devedor imputará o pagamento a uma das dívidas líquidas, certas e vencidas com o credor, devendo aquele, no ato do pagamento, declarar qual dívida será quitada, no contrário, o devedor não indicando ou dando conhecimento ao credor sobre isso, não poderá declinar-se ou recusar a imputação feita pelo credor, reclamando a posteriori. A reclamação apenas será considerada, se o devedor provar a ação dolosa, de má-fé ou violenta do credor. Para Diniz, um dispositivo praticamente transcrito do Código Civil francês (Art. 1.255), no CC-02 referente ao artigo 353,